# مانويل غالاردو
مانويل غالاردو (بالإسبانية: Manuel Gallardo)‏ (مواليد 13 يونيو 1900) هو ملاكم أرجنتيني، مثّل بلاده في الألعاب الأولمبية الصيفية 1924.

## روابط خارجية
مانويل غالاردو على موقع أوليمبيديا (الإنجليزية)